# C15H23NO3
化学式C15H23NO3的化合物（摩尔质量：265.353 g/mol）可以指：
- 氧烯洛尔（心得平），CAS号：6452-71-7
- 匹伐依替福林（K-30052），CAS号：85750-39-6
- 3C-MAL，CAS号：501700-11-4
- MMALM，CAS号：?

|  | 这个同类索引页列出了具有相同分子式的化学物（即同分異構體）条目。 除非您是有意链接至本页，否则应将相应条目的内部链接指向正确的条目。 |